# 레이철 브라이스
레이철 브라이스(영어: Rachel Brice, 1972년 6월 15일 ~ )는 미국의 무용가이자 안무가이다. 벨리댄스의 양식에서 파생한 아메리칸 트라이블 스타일 벨리댄스 전문 무용가로 활동했다.

## 생애
레이철 브라이스는 1972년 6월 15일에 워싱턴주 시애틀에서 태어났으며 샌프란시스코 주립 대학교를 졸업했다. 레이철 브라이스는 17세 시절에 요가, 벨리댄스를 배웠다. 1988년에는 하비루(Hahbi'Ru)가 노스캐롤라이나주에서 열린 르네상스 페어(Renaissance Faire)에서 선보인 공연을 감상하면서 무용의 세계를 발견했고 아테시 무용단(Atesh Dance Troupe)의 감독인 아테시(Atesh)로부터 벨리댄스를 배우게 된다. 레이철 브라이스는 한동안 요가를 연습하다가 1996년에 요가 강사였던 에리히 시프먼(Erich Schiffmann)의 도움을 받으면서 요가를 가르치게 된다.
레이철 브라이스는 1999년부터 무용가로 활동했고 2000년대 초반에는 캐럴리나 네리키오(Carolena Nericcio), 질 파커(Jill Parker)와 함께 벨리댄스 수업을 받게 된다. 2001년에는 음반 프로듀서인 마일스 코플랜드 3세(Miles Copeland III)에 의해 고용되었고 2002년에는 캘리포니아주 샌프란시스코에서 설립된 벨리댄스 전문 무용단인 벨리댄스 슈퍼스타스(Bellydance Superstars)에서 활동하면서 공연과 투어를 진행했다. 또한 교육용 및 공연용 벨리댄스 DVD를 제작하고 공연에 사용된 노래를 담은 음악 CD 시리즈를 출시했다.
2003년에는 샌프란시스코에서 벨리댄스 전문 무용단인 인디고 벨리댄스 컴퍼니(The Indigo Belly Dance Company)를 설립하고 벨리댄스의 양식에서 파생한 아메리칸 트라이블 스타일 벨리댄스(American Tribal Style Belly Dance) 공연을 진행했다. 그 외에 요가, 벨리댄스에 초점을 맞춘 교육용 영상을 출시하는 한편 미국, 유럽, 아시아, 오스트레일리아에서 워크숍을 개최했다. 또한 오리건주 포틀랜드에 스튜디오 다투라(Studio Datura)를 설립하고 벨리댄스에 대한 에이트 엘리먼츠(8 Elements, 8가지 기초) 접근법 프로그램을 출시했다. 2012년에는 요가, 벨리댄스를 위한 온라인 강의 스튜디오인 다투라 온라인(Datura Online)을 설립했다.

## 작품 목록

### 공연 영상
- 《Bellydance Superstars Live in Paris: Folies Bergere》
- 《Bellydance Superstars Solos in Monte Carlo》
- 《Bellydance Superstars》

### 교육용 영상
- 《Tribal Fusion: Yoga, Isolations and Drills a Practice Companion with Rachel Brice》
- 《Rachel Brice: Belly Dance Arms and Posture》
- 《Serpentine: Belly Dance with Rachel Brice》 (DVD, 비디오)

## 사진

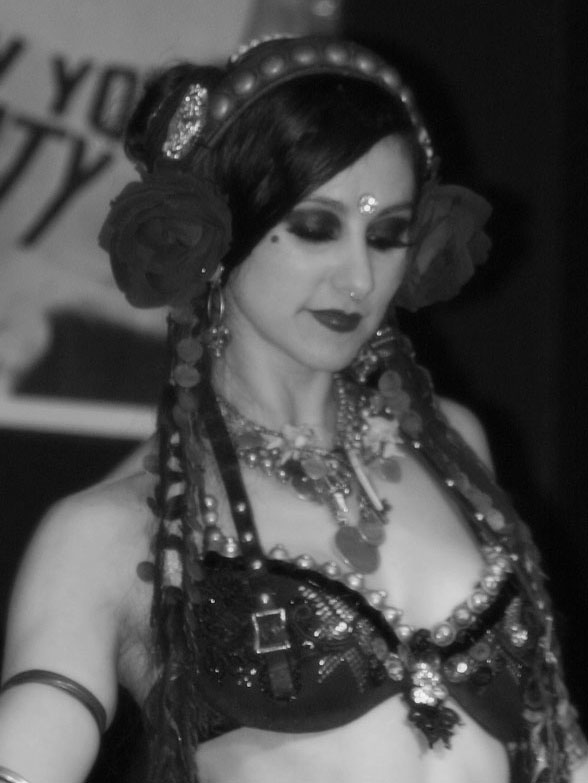
레이철 브라이스 (2007년 촬영)
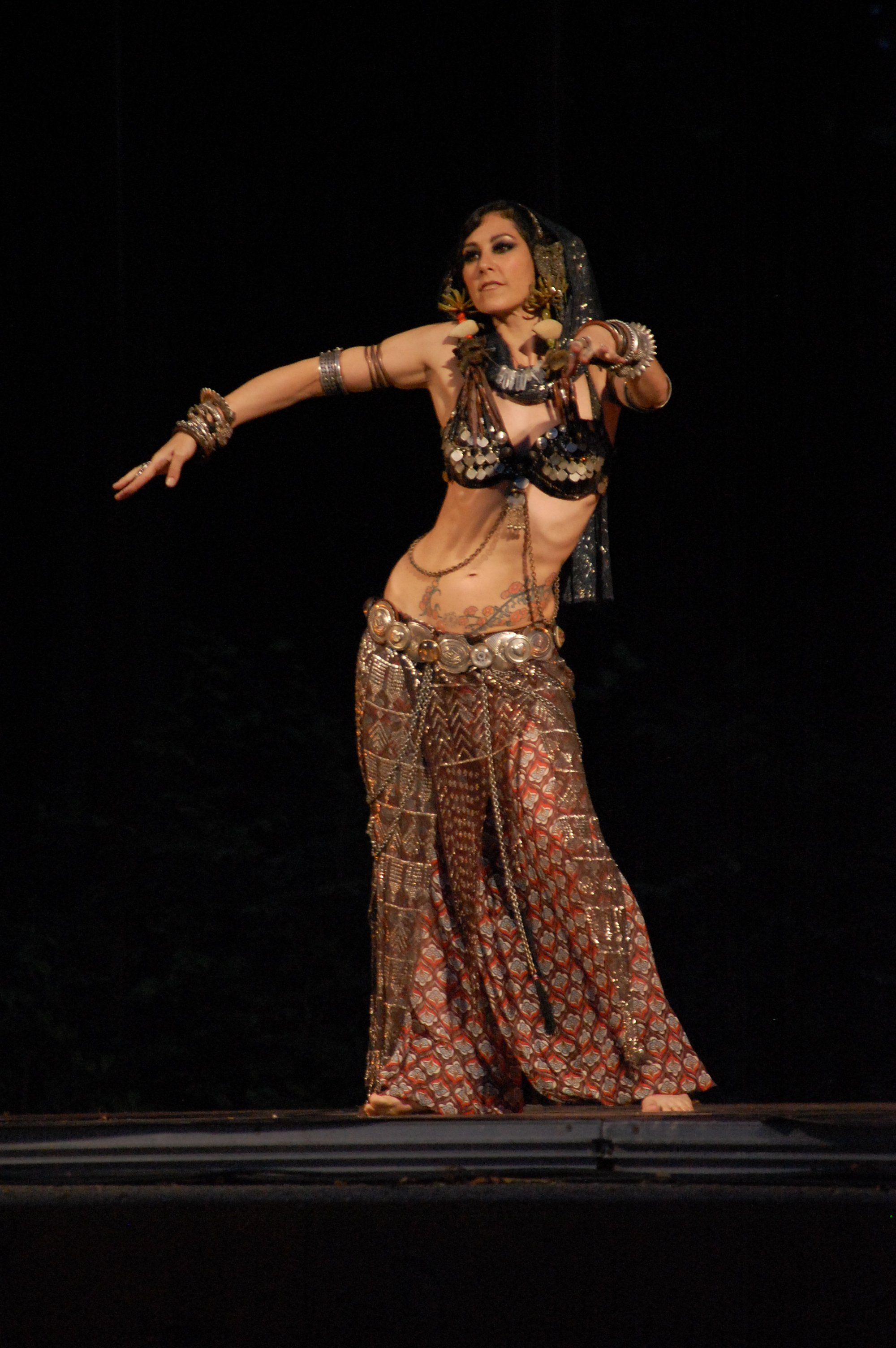
레이철 브라이스 (2012년 촬영)
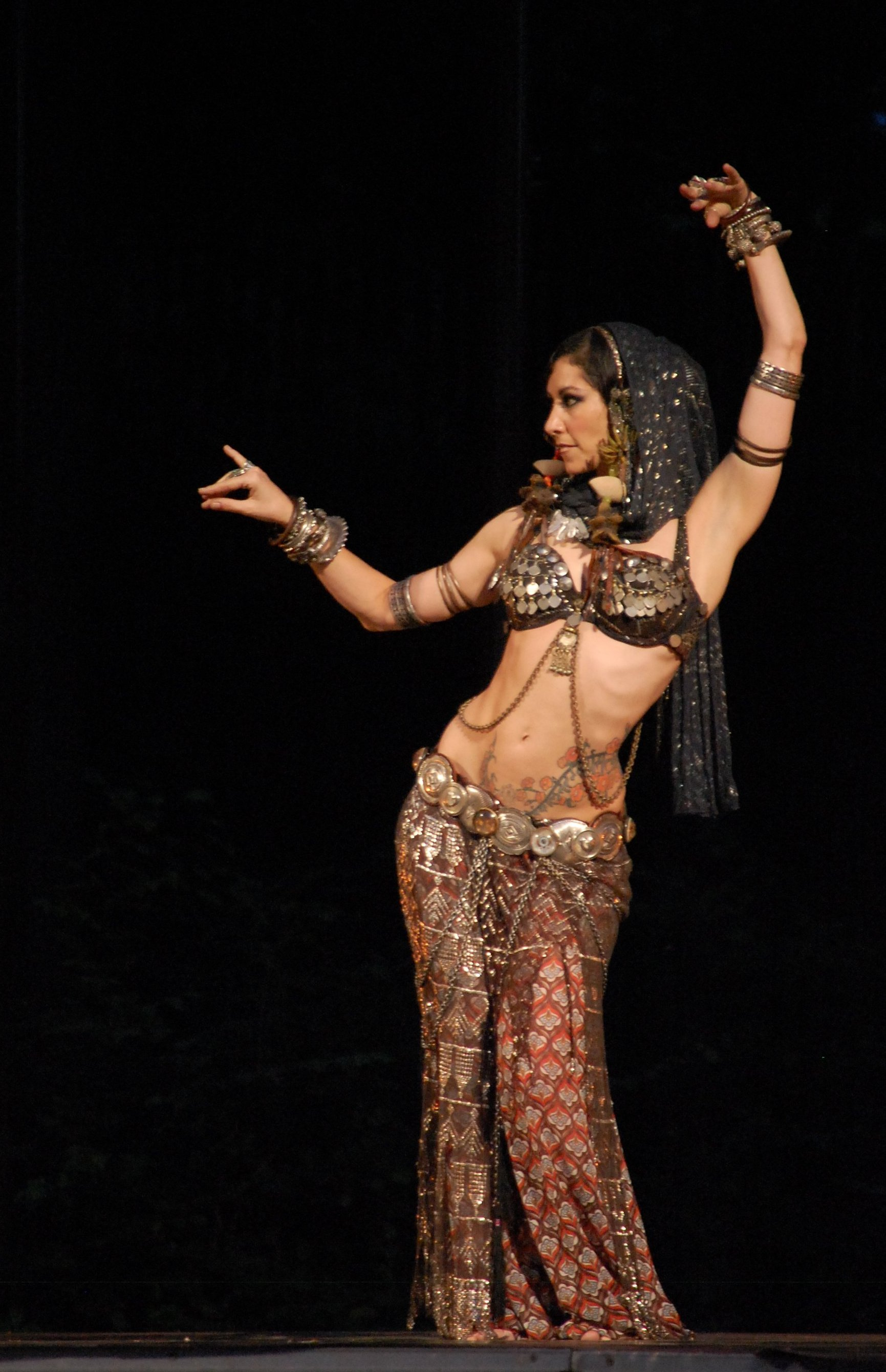
레이철 브라이스 (2012년 촬영)